# The Devil Inside (відеогра)
The Devil Inside (укр. Диявол Всередині) — комп'ютерна гра у жанрі шутер від третьої особи з елементами горору, розроблена Gamesquad та видана Cryo Interactive у 2000 році.

## Ігровий процес
Гра імітує телевізійне реаліті-шоу навколо надприродних та містичних подій, у яких повинен розібратися головний герой шоу Дейв Купер та його альтер-его, сукуб на ім'я Дева. Протягом усієї гри за героєм слідує оператор та спостерігає маленький мультикоптер, що разом з прихованими камерами дають гравцю можливість перемикатися між трьома видами камери за бажанням. Все що відбувається на екрані, завжди демонструється з точки зору направлених камер: з висоти телевізійного гелікоптера, оператора на землі, коптера або прихованих камер у домі.
Гравець може переключатися між Дейвом і Девою, активуючи пентаграми, розташовані на певних локаціях гри. Здатності обох персонажі потрібні для вирішення певних пазлів та преклоніння перешкод. Як Дейв, гравець отримує доступ до 8 видів зброї та декілька модифікації до неї: пістолети, циркулярну пилу, дробовик, автомат М-16, арбалет, вогнемет, шокер та гранатомет. Уся вогнепальна зброя оснащена лазерними прицілами, що допомога гравцеві прицілитися. Граючи за Деву доступні лише магічні заклинання, які відкриваються по ходу гри. Вони не потребують боєприпасів, але виснажують ману, яка дуже повільно відновлюється. Миттєво повнити її можна вдихаючи душі вбитих ворогів. Дева має здатність літати — її крила ростуть упродовж усієї гри — та відновлювати здоров'я, стоячи у вогні.
Збереження у грі виконується лише у контрольних точках, представлених старими телевізорами, які зникають після запису.
Управління в грі відбувається за рахунок клавіатури та миші. Розташування клавіш за замовченням не дуже вдале, але гірш того: деякі команди зовсім не позначені у налаштуваннях грі та неможливо змінити. Наприклад, перемикання камер та доступ до інвентарю. Про них можна прочитати лише у буклеті, що йшов у коробці з грою.
Гра поділена сюжетно на три акта, дії яких відбуваються на 9 рівнях-локаціях.

## Сюжет
Події гри розгортаються у Лос-Анджелесі в ніч Хелловіна приблизно у 2001 році. Найпопулярніший канал кабельного телебачення WWWL@, що спеціалізується на паранормальних явищах, веде прямий репортаж з занедбаного готичного маєтку, відомим під назвою «Тіньова Брама».
Розслідування доручено Дейву Куперу, головній зірці шоу «The Devil Inside», найхітовішої програми на усьому західному узбережжі США. Він колишній полісмен, який якимось чином став одержимий душею демона-сукуба на ім'я Дева. Разом їм треба не лише забезпечити високі рейтинги телешоу, але й очистити цей будинок, знищити ходячих мерців та відправити їх душі назад у пекло. Згодом з'ясовується, що за напливом нежетті на особняк стоїть небезпечний злочинець, відомий як Нічний Ревун (англ. Night Howler), що був страчений у 1999 році та повернувся з пекла зі зграєю монстрів та значними планами.

## Персонажі
- Дейв Купер (англ. Dave Cooper) — розслідувач та зірка на телешоу, колишній поліціянт Лос-Анджелесу. Гарно стріляє, швидко бігає та, найголовніше, може перетворюватися на демонесу, що оселилася в ньому. Не зважаючи на те, що він багато балакає протягом гри, про його цілі, відносини та характер важко судити, бо він лише цитує фрази з відомих бойовиків, не кажучи нічого по суті.
- Дева (англ. Deva) — небагатослівна сукуб, що оселилась у Дейві. «Дева» може бути не справжнім ім'ям, а лише анаграмою з імені самого Дейва. Служить Люцеферу тим, що поглинає душі повсталих з пекла злочинців та відправляє їх назад. Вона улюблениця телеглядачів.
- Джек Т. Ріппер (англ. Jack T. Ripper) — популярний та безжальний телеведучий з промовистим ім'ям на каналі WWWL@. Він керує програмою «The Devil Inside», під час гри знаходитися у студії на зв'язку та коментує події.
- Анджеліна Аксельрод (англ. Angelina Axelrod) — журналістка та відома науковий експерт, що веде програму «Лише факти» (Facts Only) на каналі SSSW (Site of Serious Science, укр. Сайт Серйозної Науки). Дочка Генрі Пумпернікла Аксельрода III, заможного огіркового магната, який помер від нетравлення. Анджеліна отримала ступінь магістра соціології в коледжі Вассар вже у 19 років[6]. Під час подій гри вона має намір довести, що шоу «The Devil Inside» — це «найбільша фальшивка в історії американських ЗМІ».
- Гаррі Граймс (англ. Harry Grimes) — серійний вбивця, що народився у Техасі. Більш відомий під псевдонімом Нічний Ревун. Його кривава «кар'єра» завершилася у 1994 році, коли заарештував агент ФБР під час спроби підкупити таксидерміста, щоб той зробив опудало з однієї із жертв. Під час обшуку у холодильнику Граймса було викрито жахливу колекцію з людських очей, що налічувала аж 78 банок. Нічний Ревун був страчений 3 листопада 1999 року. Але у пеклі він якимсь чином переконав Сатану, що він невинний, та втік разом зі армією душогубів, вбивць та інших злочинних психопатів.

## Розробка
Гра є спільним виробництвом паризької студії Cryo Interactive та ліонської студії Gamesquad.
До створення гри був залучений Юбер Шардо, більш відомий своєю роботою у відеоігровій серії «Alone in the Dark» . На тематику гри вплинув роман «Людина, що біжить» Стівена Кінга, ім'я якого згадується на початку гри.

## Оцінки та відгуки
| Агрегатор  | Оцінка |
| ---------- | ------ |
| Metacritic | 76/100 |

| Видання                      | Оцінка |
| ---------------------------- | ------ |
| CNET Gamecenter              | 6/10   |
| Computer Games Strategy Plus | [ 12 ] |
| Computer Gaming World        | [ 13 ] |
| Eurogamer                    | 7/10   |
| GameSpot                     | 6.8/10 |
| GameZone                     | 7.5/10 |
| IGN                          | 8.1/10 |
| Jeuxvideo.com                | 18/20  |
| Next Generation              | [ 18 ] |
| PC Gamer (США)               | 79%    |
| The Guardian                 | [ 9 ]  |

Гра отримала «загалом схвальні відгуки» згідно з веб-сайтом Metacritic.
Грег Касавін з GameSpot у статті послався на труднощі зі ігровим керуванням. Також він висловив думку, що «деякі бої дуже гарно прописані. [...] Але в інших випадках  — бойова система погана». Гру хвалили за реалістичність і атмосферу, в той же час моделі персонажів і звукові ефекти описували як дещо спрощенні. Загалом гру було описано як достойну, але не досконалу.
У PC Gamer US високо оцінили анімацію, ракурси камери, використання двох персонажів. Однак рецензент зазначив низку недоліків, таких як: «багатокутні моделі та погане текстурування» та деякі помилки у дизайні оточення гри. Ерік Братчер з NextGen зауважив, що ніяка унікальна подача та атмосфера не може покрити недоліки ШІ і гейм-дизайн."